# Tomiyamichthys smithi
Tomiyamichthys smithi är en fiskart som först beskrevs av Chen och Fang 2003.  Tomiyamichthys smithi ingår i släktet Tomiyamichthys och familjen smörbultsfiskar. Inga underarter finns listade i Catalogue of Life.